# Данилин, Сергей Алексеевич
Серге́й Алексе́евич Дани́лин (1901—1978) — советский военный лётчик и инженер, Герой Советского Союза (1937), генерал-лейтенант инженерно-авиационной службы (28.05.1943), авиационный штурман.

## Биография
Родился 8 (21) октября 1901 года в Москве. Детство и юность провёл в городе Химки.
В 1918 году окончил Коммерческое училище. В 1919 году добровольно вступил в Красную армию. В 1921 году окончил Московскую аэрофотограмметрическую школу. В 1921—1924 годах совмещал воинскую службу с учёбой в Московском государственном университете.
С 1922 года на службе в Научно-испытательном институте ВВС — сначала хронометражистом, затем аэрологом, лётчиком-наблюдателем, штурманом-испытателем. С 1925 года занимался разработкой методов и средств аэронавигации, в 1929 году возглавил отделение оборудования самолётов НИИ ВВС. Активно участвовал в создании приборов аэрофоторазведки и решении проблем боевого применения авиации в ночных, высотных и «слепых» полётах, а также бомбометания из-за облаков. Создал первую в стране инструкцию по пилотированию по приборам, в 1935 году написал учебник по аэронавигации. Участвовал в ряде ответственных дальних перелётов по стране и за рубежом. В 1931—1935 годах был флаг-штурманом групп тяжёлых самолётов, участвовавших в воздушных парадах над Москвой.
12—14 июля 1937 года в качестве штурмана на самолёте АНТ-25 (командир экипажа — М. М. Громов, второй пилот — А. Б. Юмашев) совершил беспосадочный перелёт Москва — Северный полюс — Сан-Джасинто (США) протяжённостью 10 148 км по прямой (полётное время — 62 часа 17 минут). Были установлены три мировых авиационных рекорда дальности полёта (из них один абсолютный). Весь экипаж (первыми среди отечественных авиаторов) был удостоен медалей де Лаво (награды FAI).
За выполнение перелёта и проявленные при этом мужество и героизм военинженеру 3-го ранга Данилину Сергею Алексеевичу Указом Центрального исполнительного комитета СССР от 1 сентября 1937 года присвоено звание Героя Советского Союза с вручением ордена Ленина. После учреждения знака особого отличия ему 4 ноября 1939 года была вручена медаль «Золотая Звезда».
В 1938 году назначен руководителем группы отделов спецслужб и заместителем начальника НИИ ВВС.
Во время советско-финской войны являлся флаг-штурманом бомбардировочной авиации.

В три часа утра тридцатого ноября на авиабазах Первой авиационной армии Резерва Главного Командования в Монино, Калинине и Иваново заревели авиамоторы.
А через час тяжело гружёные ТБ, ДБ и СБ один за другим стали отрываться от бетонных полос, медленно набирая высоту и вставая в круг над аэродромом в ожидании своих товарищей.
На полётных картах у каждого экипажа были указаны конкретные цели. Которые во время митинга они торжественно поклялись уничтожить. И которые теперь будут бомбить каждый день! До тех пор пока не уничтожат! То есть, пока их уничтожение не подтвердит фотоконтроль и доклады наземных войск.
Подвергать бомбардировке населённые пункты было категорически запрещено. Экипажи, нарушившие приказ, в полном составе, включая воздушных стрелков и мотористов, ждал трибунал. Со всеми вытекающими последствиями.
Собравшись вдоль линейного ориентира — железной дороги Москва — Ленинград, как они не раз это делали в ходе подготовки к первомайским парадам, полки двинулись на север. Истребительное прикрытие (три полка пятьдесят девятой истребительной авиабригады) должно было присоединиться к ним под Ленинградом.
Огромную колонну из трёх с лишним сотен машин возглавлял командующий армией [будущий] Герой Советского Союза комдив Тхор со своим флагштурманом Героем Советского Союза комбригом Данилиным. И его помощниками, которые должны были поддерживать связь со всеми соединениями и строго следить за прохождением контрольных точек.

Комдив вёл самолёт так плавно, что стрелки приборов застыли на циферблатах как приклеенные. Под крылом проплывали заснеженные леса и поля.— Шушаков О. А. Зимняя война.
В этот период, наблюдая работу в боевых условиях наземной РЛС ПВО «Редут», Данилин предложил идею бортовой РЛС для обнаружения самолётов противника и ведения по ним прицельного огня независимо от условий оптической видимости. В середине 1940 года на совещании с участием ведущих инженеров НИИ ВВС и НИИ радиопромышленности возможность создания такой РЛС была подтверждена, в начале 1941 года создан лабораторный макет, а в декабре 1942 года первая советская серийная БРЛС «Гнейс-2» была применена в боях под Москвой и под Сталинградом.
С 1943 года входит в состав Совета по радиолокации при ГКО, который занимался созданием промышленности, выпускающей радиолокационные средства.
В 1943—1944 — начальник Научно-испытательного института спецслужб ВВС, в 1944—1951 — заместитель начальника Научно-испытательного института ВВС и начальник одного из научных Управлений ВВС. Один из организаторов штурманской службы в ВВС.
В 1951—1953 — помощник Главнокомандующего ВВС по радиотехнической службе. В 1953—1959 — вновь начальник научного Управления ВВС. В 1959—1960 — в научной группе при Главнокомандующем ВВС. С 1960 года генерал-лейтенант инженерной службы С. А. Данилин — в отставке.
Жил в Москве. Умер 28 декабря 1978 года. Похоронен на Кунцевском кладбище в Москве.
Депутат Верховного Совета СССР 1-го созыва (в 1937—1946 годах).

## Награды

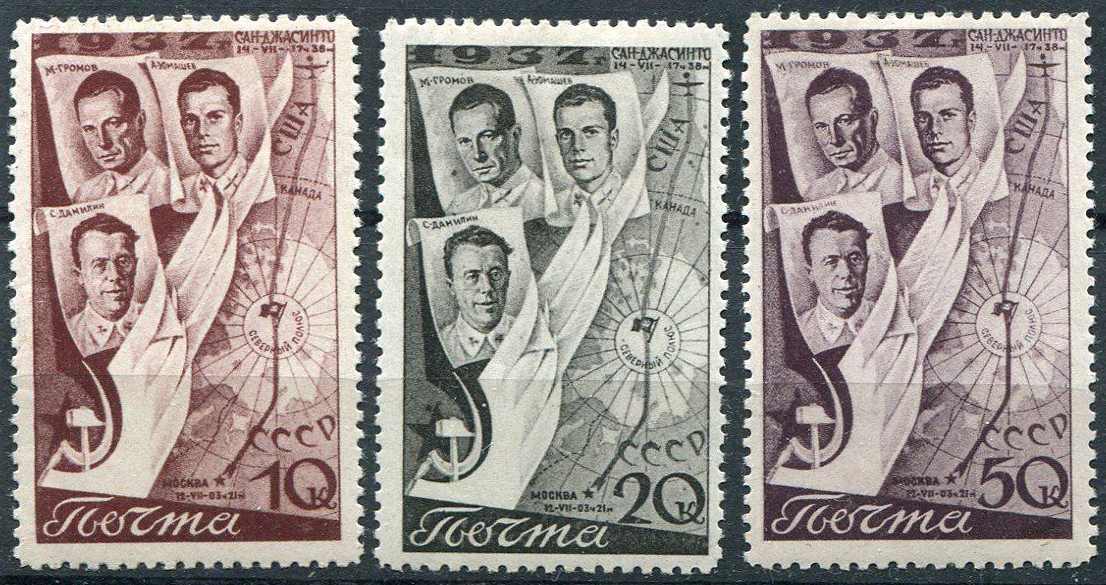
М. Громов, А. Юмашев и С. Данилин на серии почтовых марок (СССР, 1938)

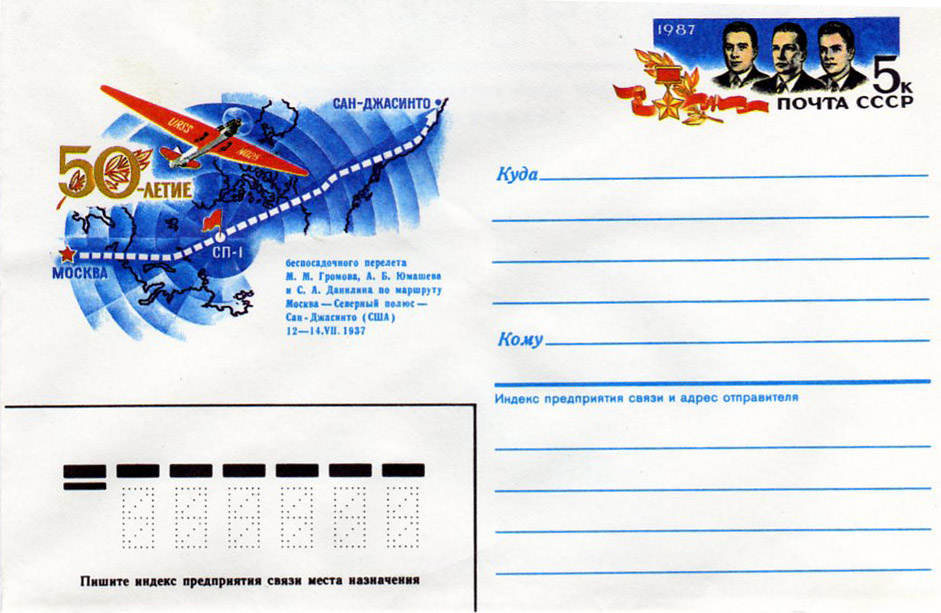
Конверт, посвященный 50-летию перелёта (СССР, 1987 год)

- Герой Советского Союза (1.09.1937);
- 2 ордена Ленина (1.09.1937, 30.04.1945);
- 2 ордена Красного Знамени (3.11.1944, 15.11.1950);
- орден Суворова 2-й степени (18.08.1945)[9];
- орден Отечественной войны 1-й степени (1.07.1944);[10]
- 2 ордена Красной Звезды (25.05.1936, 17.06.1943[11]);
- медали.[12]

## Воинские звания
- военинженер 3-го ранга (20.03.1936);
- комбриг (22.02.1938);
- комдив (09.02.1939);
- генерал-майор авиации (06.04.1940);
- генерал-лейтенант инженерно-авиационной службы (28.05.1943);
- генерал-лейтенант инженерной службы (20.06.1951);
- генерал-лейтенант-инженер (18.11.1971).

## Сочинения
- Данилин С.А. Аэронавигация. — 3-е изд.. — Москва, 1942.